# Avengers: Infinity War
Avengers: Infinity War (titulada Vengadores: Infinity War en España) es una película estadounidense de superhéroes de 2018, basada en el equipo de superhéroes de Marvel Comics, los Vengadores, producida por Marvel Studios y distribuida por Walt Disney Studios Motion Pictures. Es la secuela de The Avengers (2012) y Avengers: Age of Ultron (2015), y la decimonovena película del Universo cinematográfico de Marvel (UCM). Dirigida por Anthony y Joe Russo, a partir de un guion escrito por Christopher Markus y Stephen McFeely, cuenta con un reparto coral que incluye a Robert Downey Jr., Chris Hemsworth, Mark Ruffalo, Chris Evans, Scarlett Johansson, Don Cheadle, Benedict Cumberbatch, Tom Holland, Chadwick Boseman, Paul Bettany, Elizabeth Olsen, Anthony Mackie, Sebastian Stan, Danai Gurira, Letitia Wright, Karen Gillan, Dave Bautista, Zoe Saldaña, Vin Diesel, Bradley Cooper, Josh Brolin y Chris Pratt. En Avengers: Infinity War, los Vengadores y los Guardianes de la Galaxia intentan evitar que Thanos obtenga las poderosas Gemas del Infinito.
La película fue anunciada en octubre de 2014 como Avengers: Infinity War – Part 1. Los hermanos Russo se unieron para dirigir en abril de 2015 y en mayo, Markus y McFeely firmaron para escribir el guion de la película, que se inspira en el cómic The Infinity Gauntlet (1991), de Jim Starlin, y el cómic Infinity (2013), de Jonathan Hickman. En julio de 2016, Marvel acortó el título a Avengers: Infinity War. La filmación comenzó en enero de 2017 en Pinewood Atlanta Studios en el Condado de Fayette, Georgia, y duró hasta julio de 2017, rodándose de forma consecutiva con su secuela directa. El rodaje adicional tuvo lugar en Escocia, Inglaterra, en los Pinewood Atlanta Studios y en la ciudad de Nueva York. Con un presupuesto estimado de $325–400 millones de dólares, es la película más cara jamás realizada.
Avengers: Infinity War tuvo su estreno mundial el 23 de abril de 2018 en el Dolby Theatre en Hollywood, Los Ángeles, y se estrenó en los Estados Unidos el 27 de abril de 2018, en IMAX y 3D. La película recibió aclamación universal por parte de los críticos, quienes elogiaron la actuación del elenco, los efectos especiales, el peso emocional de la historia y las escenas de acción. Ha recaudado más de $2,000 millones de dólares en todo el mundo, por lo que es la película más taquillera de 2018, así como la cuarta película más taquillera de todos los tiempos. En su fin de semana de estreno, recaudó $641 millones de dólares en todo el mundo y $258 millones de dólares en los Estados Unidos y Canadá, estableciendo los récords de las aperturas más taquilleras para ambos, recibió una nominación a los Premios Óscar por Mejores Efectos Especiales. Su secuela, Avengers: Endgame, fue estrenada el 26 de abril de 2019.

## Argumento
Después de haber adquirido la Gema del Poder que había quedado bajo custodia de los Nova Corps en el planeta Xandar, el malvado titán intergaláctico Thanos, intercepta la nave espacial que transportaba a los sobrevivientes de la destrucción de Asgard y la ataca. Durante el asalto a la nave, Thanos y sus lugartenientes, Ebony Maw, Cull Obsidian, Próxima Midnight y Corvus Glaive, exterminan a la mitad de la tripulación. Thanos somete a Thor y amenaza a Loki con matar a su hermano adoptivo si no le entrega el Teseracto, al principio Loki finge que no le importa la vida de su hermano, pero al ver la determinación de Thanos, cede ante la presión y le muestra el Teseracto para ganar tiempo hasta que llega Hulk y comienza a pelear contra el guerrero extraterrestre, no obstante, el titán demostró tener más habilidad en la lucha mano a mano y derrota rápidamente a Hulk. Al ver esto, Heimdall quien yacía malherido en el suelo, usa lo que le queda de energía oscura para enviar a Hulk de regreso a la Tierra invocando el Bifröst, eso enfadó a Thanos y en represalia asesina a Heimdall. Luego extrae la Gema del Espacio del Teseracto y mata a Loki. Una vez que cumple su cometido, Thanos se va con sus lugartenientes y destruye la nave espacial.
Mientras tanto, Hulk aterriza forzosamente en el Sanctum Sanctorum de la ciudad de Nueva York, transformándose nuevamente en Bruce Banner y les advierte al Doctor Strange y a Wong que Thanos viene en busca de las Gemas del Infinito. Para hacer frente a la amenaza inminente, Strange acude a ver a Tony Stark para solicitarle su colaboración y lo trae al Sanctum Sanctorum. Allí, él y Wong le hablan sobre las Gemas del Infinito y le informan que Strange está a cargo de cuidar la Gema del Tiempo, Bruce le dice a Tony que Thanos se dirige hacia la Tierra para llevar a cabo su plan de asesinar a la mitad de las criaturas vivientes en el universo, entonces Tony discute con el Doctor Strange sobre si deberían destruir la Gema del Tiempo y Bruce le dice a Tony que tienen que encontrar a su compañero Visión pues es el portador de la Gema de la Mente. Tony dice que perdió toda comunicación con Visión y que el único que podría localizarlo es Steve Rogers, pero muestra su disgusto ante la idea de comunicarse con él luego del enfrentamiento que tuvieron en Siberia, finalmente Bruce lo persuade. Pero cuando Tony se disponía a llamar a Rogers con el teléfono móvil que recibió por correo postal tiempo atrás, Maw y Obsidian llegan para arrebatarle la Gema del Tiempo a Strange, y tienen un combate que llama la atención de Peter Parker. Maw captura al Doctor Strange, pero no logra quitarle la Gema del Tiempo debido a un encantamiento. Iron Man y Iron Spider persiguen la nave espacial de Maw, mientras Bruce Banner contacta a Steve Rogers con el teléfono móvil antiguo y Wong por su parte se queda para proteger el Sanctum Sanctorum.
En Escocia, Midnight y Glaive emboscan a Wanda Maximoff y Visión para obtener la Gema de la Mente en la frente de Visión. Rogers, Natasha Romanoff y Sam Wilson los rescatan y se refugian con James Rhodes y Bruce en el complejo de Los Vengadores. Visión ofrece sacrificarse haciendo que Wanda destruya la Gema de la Mente en su cabeza para evitar que Thanos la obtenga. Sin embargo, Rogers sugiere que viajen a Wakanda, donde él cree que tienen los recursos para sustraer la gema sin destruir a Visión.
En el espacio exterior, Los Guardianes de la Galaxia responden a una llamada de auxilio emitida por la nave asgardiana antes de ser destruida y rescatan a Thor, quien se encontraba flotando entre los restos de la nave. Luego de ser rescatado, Gamora le habla sobre Thanos y su ambición por reunir las Gemas del Infinito para acabar con la mitad de todas las formas de vida. Thor les menciona que Thanos va en busca de la Gema de la Realidad, la cual está en posesión del coleccionista intergaláctico Taneleer Tivan en Knowhere, no obstante, Thor tiene la intención de ir hacia Nidavellir para forjar una nueva arma, Rocket Raccoon se mostró muy interesado en conocer aquel lugar de leyenda y acompaña a Thor junto con Groot, mientras el resto de los guardianes se dirigen a Knowhere, para intentar evitar que Thanos se apodere de la Gema de la Realidad.
Rocket, Groot y Thor llegan a la legendaria base espacial de Nidavellir en algún lugar del cosmos. Al aterrizar descubren que la estrella que alimenta la fragua de la base está congelada y que el lugar está desierto, cuando se percatan de que hay un modelo del guante de Thanos en el taller, Thor presintiendo lo peor, les dice a Groot y Rocket que salgan de la base, pero antes de que pudieran escapar, el gran rey enano Eitri aparece y los ataca por detrás alterado por la tragedia que acaba de suceder recientemente. Thor le pide que se detenga pero Eitri está lleno de ira y angustia porque sus aliados, los asgardianos no protegieron a su gente cuando Nidavellir fue atacada por las fuerzas de Thanos. Luego de que Thor le informa que el reino de Asgard ya no existe, Eitri conmocionado, le cuenta a Thor que fue obligado a forjarle a Thanos una herramienta capaz de contener el poder de las Gemas del Infinito creyendo que era el único modo de que Thanos le perdonara la vida a él y a los trescientos enanos que vivían en la base. Pero el despiadado titán mató a todos los habitantes de Nidavellir y le quemó las manos al rey enano. Sin embargo Thor alienta a Eitri a no perder las esperanzas diciéndole que aún tiene los conocimientos necesarios para fabricar armas y le propone unir fuerzas para forjar una nueva arma mágica con la cual derrotar a Thanos. Thor y Rocket se las ingenian para volver a encender la estrella de neutrones que mantiene en funcionamiento la base en forma de anillo, pero el conducto que canaliza la energía de la estrella se daña y la fragua no funciona impidiendo que puedan fundir el metal para forjar la nueva arma. Thor consciente de que nunca podrá vencer a Thanos sin su nueva hacha, no le queda más que arriesgar su vida. Con su gran fuerza, Thor logra mantener abierto el conducto pero su cuerpo queda expuesto al ardor de la estrella y estuvo a punto de morir calcinado, no obstante logran crear el hacha de batalla capaz de matar a Thanos llamada la Stormbreaker y los poderes de Thor se revitalizan.
Mientras tanto, Peter Quill, Gamora, Drax y Mantis encuentran a Thanos quien está torturando al Coleccionista en Knowhere. Los guardianes se mantuvieron escondidos observándolo desde la distancia y esperaban el momento oportuno para atacar, pero Thanos los escuchó cuando Drax impulsivamente trató de salir de su escondite para enfrentarlo, entonces Gamora decide combatir directamente al titán y logra acertarle dos puñaladas provocándole la muerte, pero se trataba de un doble de una realidad alternativa, la cual desaparece revelando que Thanos ya había destruido el lugar antes de que ellos llegaran y creó esa realidad alterna con el poder de la Gema de la Realidad como un señuelo para atraer a Gamora. Luego Thanos secuestra a Gamora y ella le revela la ubicación de la Gema del Alma para salvar a su hermana adoptiva Nébula de la tortura. Thanos y Gamora viajan al desolado planeta Vormir, donde Red Skull, guardián de la Gema del Alma, les informa que la gema solo se puede obtener sacrificando a un ser amado. Thanos, sacrifica con angustia a su hija adoptiva Gamora, lanzándola al vacío, después es teletransportado al lugar del planeta en donde está la Gema del Alma y finalmente la obtiene.
Nébula escapa de su cautiverio y les pide a los guardianes restantes que la encuentren en las ruinas del mundo natal de Thanos, el planeta Titán. Iron Man y Iron Spider matan a Maw y rescatan al Doctor Strange. Más tarde, aterrizan en Titán, allí se encuentran con Star-Lord, Drax el Destructor y Mantis. El grupo forma un plan para quitarle el Guantelete del Infinito a Thanos después de que Strange usa la Gema del Tiempo para ver 14 millones de futuros alternos posibles, divisando solo uno en el que logran vencerlo. Thanos llega y justifica sus planes afirmando que son necesarios para garantizar la supervivencia de un universo amenazado por la superpoblación. El grupo lo somete hasta que Nebula deduce que Thanos ha matado a Gamora. Enfurecido, Star-Lord lo ataca, permitiendo que Thanos rompa el control del grupo y los derrote. Iron Man termina gravemente herido por Thanos, pero después el Doctor Strange decide ceder y hace el intercambio de la Gema del Tiempo a Thanos por la vida de Stark.
En la nación de Wakanda, Steve Rogers se reúne con Bucky Barnes antes de la invasión inminente del ejército de Thanos. Los Vengadores, junto con el rey T'Challa y las fuerzas de Wakanda, montan una defensa mientras Shuri trabaja para extraer la Gema de la Mente del cráneo de Visión. Bruce Banner, incapaz de transformarse en Hulk, lucha en la armadura Hulkbuster de Stark. Thor, Rocket Raccoon y Groot llegan para respaldar a Los Vengadores; Midnight, Obsidian y Glaive son asesinados y su ejército es derrotado. Thanos llega a la Tierra y en ese momento, Wanda al no tener más opción, decide destruir la Gema de la Mente por petición de Visión quien termina muriendo en consecuencia, pero Thanos usa el poder de la Gema del Tiempo para resucitar a Visión y revertir la destrucción de la Gema de la Mente, Wanda sorprendida intenta ayudar a Visión y Thanos la golpea, luego mata a Visión con sus propias manos arrancándole de su cabeza la gema.
Inmediatamente llega Thor y ataca a Thanos con un trueno, luego le lanza la Stormbreaker hiriéndolo de gravedad a pesar de que Thanos intentó repeler el ataque con el poder del guante. Sin embargo, cuando Thor se disponía a matarlo, Thanos consigue activar el poder completo del Guantelete del Infinito al chasquear sus dedos dando inicio a la aniquilación de los seres vivos y se teletransporta a un lugar desconocido. La mitad de la vida en el universo comienza a desaparecer, incluidos Bucky Barnes, T'Challa, Groot, Wanda Maximoff y Sam Wilson. Más allá de la Tierra, el efecto devastador del poder del guante también alcanza al planeta Titán en donde se encontraban Mantis, Drax, Peter Quill y el Doctor Strange quienes se desvanecen convirtiéndose en polvo, por último, Peter Parker muere deshaciéndose en polvo en los brazos de su mentor, dejando a Tony Stark profundamente consternado y traumatizado quien junto a Nebula son los únicos supervivientes que permanecen varados en el planeta Titán, por otra parte Banner, M'Baku, Okoye, Rhodes, Rocket, Rogers, Romanoff y Thor quedan en el campo de batalla de Wakanda intentando averiguar lo que está sucediendo. En ese momento, Thanos se recupera de sus heridas en otro planeta y mira con satisfacción el amanecer de un universo agradecido como suponía..
En la escena poscréditos, Nick Fury y Maria Hill se trasladan en un auto por las calles de Nueva York preocupados por el reciente ataque extraterrestre e intentan localizar a Tony Stark, quien no responde desde que la nave de Maw descendió en la ciudad durante la primera invasión a la Tierra, al tiempo que se informan sobre más avistamientos de naves espaciales en el país africano de Wakanda. De repente chocan contra un auto que se atraviesa en su camino tras perder el control patinando en el asfalto. Cuando se aproximan al auto, descubren que está vacío y se está produciendo una serie de accidentes vehiculares, incluso un helicóptero se estrella contra un edificio. Ante esto, Nick Fury le ordena a Maria Hill alertar a las autoridades sobre el misterioso fenómeno pero Hill desaparece desintegrándose en polvo espontáneamente ante la mirada perpleja de Fury quien cae preso del pánico al ver que las personas a su alrededor se desvanecen y se apresura a enviar un mensaje de auxilio con un dispositivo que tenía guardado en el auto, pero él también es afectado por el poder destructivo del chasquido de Thanos que continúa expandiéndose en todo lo ancho del planeta y muere desintegrado dejando caer el dispositivo en la calle. La pantalla del dispositivo muestra que el mensaje ha sido recibido y revela la insignia de la Capitana Marvel.

## Reparto
- Robert Downey Jr como Tony Stark / Iron Man:

El líder y benefactor de los Vengadores, que es autodescrito como un genio, multimillonario, playboy y filántropo con armaduras electromecánicas de su propia creación. El codirector Joe Russo explicó que Stark "siente que esta gran amenaza se acerca, por lo que está haciendo todo lo que está en su poder para mantener a salvo a la Tierra". Downey agregó que Stark tendría objetivos más pequeños que en películas anteriores.
- Chris Evans como Steve Rogers / Capitán América:

Un superhéroe fugitivo y líder de una facción de los Vengadores, quien fue un veterano de la Segunda Guerra Mundial mejorado hasta la cima de la fisicalidad humana mediante un suero experimental y congelado en animación suspendida antes de despertarse en el mundo moderno. Joe Russo dijo que el personaje lucha con el conflicto entre su responsabilidad para con él y su responsabilidad hacia los demás. El personaje encarna el "espíritu" de su identidad alternativa de los cómics, Nómada, en la película, y recibe nuevos guanteletes de vibranium de Shuri para reemplazar su escudo circular tradicional.
- Chris Hemsworth como Thor:

Un Vengador y el nuevo rey de Asgard basado en la deidad mitológica nórdica homónima. Joe Russo declaró que la historia de Thor se retoma después de los acontecimientos de Thor: Ragnarok, que lo encuentra en un "lugar muy profundo...muy interesante" con una "motivación emocional real". Thor ahora empuña una hacha de batalla mística conocida como la Stormbreaker (Rompetormentas, en español), después de la destrucción de su martillo Mjolnir a manos de Hela en Thor: Ragnarok.
- Mark Ruffalo como Bruce Banner / Hulk:

Un Vengador y genio científico que, debido a haber sido expuesto a la radiación gamma, se transforma en un monstruo verde cuando se enfurece. Banner pasa la película tratando de reintegrarse con los Vengadores, y también trata de advertir a todos sobre el peligro que representa Thanos. Esto continúa un arco de la historia para el personaje que se estableció en Thor: Ragnarok y concluye en la cuarta película de los Vengadores, con la diferencia entre Hulk y Banner "comenzando a difuminarse un poco". Ruffalo describió a Hulk en Infinity War como alguien con la capacidad mental de un niño de cinco años.
- Scarlett Johansson como Natasha Romanoff / Black Widow:

Una espía altamente entrenada, y una ex Vengadora y agente de S.H.I.E.L.D. Johansson dijo que la situación de Romanoff después de los acontecimientos de Capitán América: Civil War ha sido "un momento oscuro. No diría que mi personaje ha sido particularmente esperanzador, pero creo que ella se ha endurecido aún más de lo que probablemente era antes".
- Elizabeth Olsen como Wanda Maximoff / Bruja Escarlata:

Miembro de la facción de Vengadores de Steve Rogers, que puede utilizar magia y emplear hipnosis y telequinesis. Mantiene una relación con Visión.
- Tom Holland como Peter Parker / Spider-Man:

Un adolescente aprendiz de Stark que recibió habilidades similares a los de una araña después de haber sido mordido por una araña genéticamente modificada. Es miembro reciente de Los Vengadores.
- Benedict Cumberbatch como Doctor Stephen Strange:

Un ex neurocirujano que, después de sufrir un accidente automovilístico que lo condujo a un viaje de sanación, descubrió el mundo oculto de la magia y las dimensiones alternativas y se convirtió en un Maestro de las Artes Místicas. Aaron Lazar sirvió como suplente de Cumberbatch hasta que este completó el rodaje de The Current War. Cumberbatch volvió a filmar escenas en las que era necesario ver su cara. JayFunk una vez más ayudó a Cumberbatch con sus movimientos con los dedos.
- Chadwick Boseman como T'Challa / Pantera Negra:

El rey de la nación africana de Wakanda, que ganó su fuerza mejorada al ingerir la hierba en forma de corazón.
- Zoe Saldaña como Gamora:

Una miembro de los Guardianes de la Galaxia que es huérfana de un mundo extraño que busca la redención por sus crímenes pasados. Ella fue criada por Thanos. Ariana Greenblatt interpreta a Gamora de niña.
- Karen Gillan como Nebula:

Una hija adoptiva de Thanos que se crio con Gamora como hermanas. Su cuerpo ha sido modificado con partes robóticas y es una asesina altamente entrenada.
- Don Cheadle como James "Rhodey" Rhodes / Máquina de Guerra:

Un exoficial de la Fuerza Aérea de Estados Unidos que opera la armadura de Máquina de Guerra y es un Vengador. Después de su parálisis durante los eventos de Capitán América: Civil War, Stark le da a Rhodes un aparato para caminar de nuevo, aunque él es reacio a ponerse su armadura de Máquina de Guerra y volver a unirse a los Vengadores debido a su lesión. Cheadle cree que Rhodes está "negociando esta reunión y su reincorporación al equipo". También explicó que la relación de Rhodes con Stark "se profundizó" después de su accidente y dijo: "Creo que Tony se siente un tanto responsable y culpable de alguna manera. Pero, de nuevo, siempre me ha respaldado de una manera que solo él realmente podría haberlo hecho".
- Tom Hiddleston como Loki:

El hermano adoptivo de Thor basado en la deidad mitológica nórdica homónima.
- Paul Bettany como Visión:

Un bio-androide y un Vengador creado usando la inteligencia artificial J.A.R.V.I.S. y la Gema de la Mente. Anthony Russo llamó a Visión "un MacGuffin viviente. Obviamente, eso aumenta las apuestas porque la vida de Visión está en peligro, y su vida está en conflicto con los objetivos de Thanos, así que algo tiene que ceder".
- Anthony Mackie como Sam Wilson / Falcon:

Un miembro de la facción de Vengadores de Steve Rogers y un exparacaidista y rescatista entrenado por los militares en combate aéreo usando un paquete de alas especialmente diseñado. Mackie notó que Wilson tiene rencor con otros héroes como Iron Man y Pantera Negra después de los acontecimientos de Capitán América: Civil War.
- Sebastian Stan como Bucky Barnes / Lobo Blanco:

Un asesino mejorado y el mejor amigo y aliado de Steve Rogers, que reapareció con el cerebro lavado después de haber sido dado como muerto en acción durante la Segunda Guerra Mundial. Barnes, que anteriormente fue el Soldado de Invierno, recibe el nombre Lobo Blanco por parte de la gente de Wakanda que ayudó a eliminar su programación de Hydra.
- Idris Elba como Heimdall:

El antiguo centinela asgardiano del Puente Bifröst que todo lo ve y escucha, basado en la deidad mitológica nórdica homónima.
- Danai Gurira como Okoye:

Líder de las Dora Milaje y fiel aliada de T'Challa.
- Peter Dinklage como Eitri:

El rey de los enanos de Nidavellir y forjador de armas mágicas, basado en la deidad mitológica nórdica homónima.
- Benedict Wong como Wong:

Uno de los Maestros de las Artes Místicas, encargado de proteger algunas de las reliquias y libros más valiosos de Kamar-Taj. Es aliado de Stephen Strange.
- Pom Klementieff como Mantis:

Una miembro de los Guardianes de la Galaxia con poderes empáticos.
- Dave Bautista como Drax el Destructor:

Un miembro de los Guardianes de la Galaxia y guerrero en busca de venganza contra Thanos por matar a su familia.
- Vin Diesel como Groot:

Un miembro de los Guardianes de la Galaxia que es un humanoide en forma de árbol. El productor ejecutivo James Gunn explicó que Groot todavía es un adolescente en la película, en el mismo estado de crecimiento visto en una de las escenas poscréditos de Guardianes de la Galaxia vol. 2. Terry Notary proporcionó la captura de movimiento para Groot, y dijo que el personaje está "llegando a la mayoría de edad, por lo que se verá que el adolescente encuentra un mentor al cual admirar y para modelarse después".
- Bradley Cooper como Rocket Raccoon:

Un miembro de los Guardianes de la Galaxia que es un cazarrecompensas basado en un mapache genéticamente diseñado y un mercenario, y un experto en armas y tácticas de batalla. Sean Gunn una vez más sirvió como suplente de Rocket durante el rodaje, con su actuación y sus expresiones sirviendo como referencia de movimiento para el personaje.
- Gwyneth Paltrow como Pepper Potts:

La prometida de Stark y la jefa de Stark Industries. Downey sintió que "Pepper sigue siendo el corazón de la historia [de Iron Man]", que no fue un punto focal en algunas de las películas anteriores con Stark. Downey continuó diciendo que "queríamos volver a esa realidad. No solo para ellos, sino que realmente veamos cómo eso puede agregar algo valioso para lo cual luchar".
- Benicio del Toro como Taneleer Tivan / El Coleccionista:

Un guardián obsesivo de la mayor colección de fauna interestelar, reliquias y especies de todo tipo en la galaxia. Es un ser casi inmortal de la raza de los Celestiales.
- Chris Pratt como Peter Quill / Star-Lord:

El líder mitad humano, mitad Celestial de los Guardianes de la Galaxia que fue secuestrado de la Tierra cuando era niño y criado por un grupo de ladrones y contrabandistas intergalácticos llamados los Devastadores. Pratt describió su papel en la película como "un cameo... puedes ser un poco más vibrante, un poco más irreverente, un poco más colorido si quieres que sea".
- Josh Brolin como Thanos:  : Un déspota y despiadado ser intergaláctico del planeta Titán que anhela recolectar todas las Gemas del Infinito para imponer su voluntad a toda la realidad, queriendo "reequilibrar el universo". El productor Kevin Feige agregó que Thanos cree que el universo se está sobrepoblando, lo que llevó a la destrucción de su planeta natal, Titán, y es algo que prometió que no volvería a suceder, y también dijo que "casi se podría llegar tan lejos como para decir que él es el personaje principal de la película". Brolin comparó a Thanos con "El Quasimodo de esta época" y la novela El perfume, ya que Thanos nació deformado y es considerado un "monstruo" en Titán, mientras que Joe Russo hace referencia a la película El Padrino, lo que Brolin sintió que ayudó "a hacer más emocional todo el asunto". Thanos no usa armadura en la película, lo cual es un símbolo de su creciente poder a medida que recoge las Gemas del Infinito. Además de proporcionar la voz para el personaje, Brolin realizó la captura de movimiento en el set.[43][44][45][46]

Además, varios actores y actrices repiten sus papeles de películas anteriores: Letitia Wright como la hermana de T'Challa, Shuri; Winston Duke como M'Baku, el líder de la tribu montañesa de Wakanda, los Jabari; William Hurt como el Secretario de Estado Thaddeus Ross; Florence Kasumba como Ayo, una miembro de las Dora Milaje; Kerry Condon como la voz de la inteligencia artificial de Stark, V.I.E.R.N.E.S.; Jacob Batalon como el amigo de Peter Parker, Ned; Isabella Amara, Tiffany Espensen y Ethan Dizon como Sally, Cindy y Tiny, respectivamente, compañeros de clase de Parker. Samuel L. Jackson y Cobie Smulders también repiten sus roles como Nick Fury y Maria Hill, el exdirector y la ex subdirectora de S.H.I.E.L.D., respectivamente, durante la escena poscréditos.
Los esbirros de Thanos, conocidos en los cómics como Black Order, aparecen como los "Hijos de Thanos": Terry Notary como Cull Obsidian, Tom Vaughan-Lawlor como Ebony Maw, Carrie Coon como Proxima Midnight y Michael James Shaw como Corvus Glaive. Los cuatro actores realizaron captura de movimiento para sus personajes, además de proporcionarles sus voces, con la doble de riesgo Monique Ganderton sirviendo para Proxima Midnight en el set. Ross Marquand interpreta a Johann Schmidt / Red Skull, el guardián de la Gema del Alma y el excomandante de Hydra durante la Segunda Guerra Mundial. El actor reemplaza así a Hugo Weaving, quien interpretó al personaje en Capitán América: el primer vengador. El cocreador de los Vengadores, Stan Lee, tiene un cameo como el conductor del autobús escolar de Parker, mientras que el guionista Stephen McFeely también hace un cameo como el asistente de Ross. David Cross fue invitado a hacer un cameo como Tobias Fünke, su personaje de la comedia Arrested Development, en la cual los hermanos Russo habían trabajado anteriormente; esto fue impedido debido a un conflicto de tiempos, pero Fünke todavía aparece en la película como una muestra de la colección del Coleccionista, interpretado por un extra sin acreditar.

## Doblaje
En diciembre del 2017, la compañía de venta de entradas Fandango indicó que Avengers: Infinity War era la película más esperada del 2018. En marzo de 2018, las proyecciones iniciales de taquilla apuntaron a que la película recaudaría entre $200 a 235 millones de dólares en su fin de semana de apertura en los Estados Unidos y Canadá y entre $490 y 590 millones para el total bruto nacional. Fandango informó que Infinity War logró la preventa más grande en 24 horas para una película de superhéroes en solo seis horas, superando el récord de Black Panther. Atom Tickets también informó que Infinity War vendió más entradas en su primer día de preventa que Black Panther vendió en su primer mes. En 72 horas, la película se convirtió en la mayor cantidad de preventas para cualquier película de superhéroes en los Teatros AMC. AMC señaló que la venta anticipada de entradas de Infinity War eran un 257.6% superiores a las de Black Panther, un 751.5% por encima de Capitán América: Civil War y un 1106.5% por delante de Avengers: Age of Ultron durante el mismo período de tiempo.
| Personaje                                 | Actor original       | Actor de doblaje (España) | Actor de doblaje (México) |
| ----------------------------------------- | -------------------- | ------------------------- | ------------------------- |
| Thanos                                    | Josh Brolin          | Jorge García Insúa        | Juan Carlos Tinoco        |
| Tony Stark / Iron Man                     | Robert Downey Jr.    | Juan Antonio Bernal       | Idzi Dutkiewicz           |
| Thor                                      | Chris Hemsworth      | Iván Labanda              | Andrés Gutiérrez          |
| Bruce Banner / Hulk                       | Mark Ruffalo         | Xavier Fernández          | Mario Castañeda           |
| Steve Rogers / Captain America            | Chris Evans          | Raúl Llorens              | José Antonio Macías       |
| Natasha Romanoff / Black Widow            | Scarlett Johansson   | Joël Mulachs              | Rosalba Sotelo            |
| Dr. Stephen Strange                       | Benedict Cumberbatch | Iván Muelas               | Beto Castillo             |
| Peter Parker/ Spider-Man                  | Tom Holland          | Mario García              | Alexis Ortega             |
| Peter Quill / Star-Lord                   | Chris Pratt          | Guillermo Romero          | Carlo Vasquez             |
| Wanda Maximoff / Scarlet Witch            | Elizabeth Olsen      | Cristina Yuste            | Irina Indigo              |
| T'Challa / Black Panther                  | Chadwick Boseman     | Miguel Ángel Garzón       | Manuel Campuzano          |
| Gamora                                    | Zoe Saldaña          | Olga Velasco              | Carla Medina              |
| Drax                                      | Dave Bautista        | Pedro Tena                | Dan Osorio                |
| Mantis                                    | Pom Klementieff      | Laura Pastor              | Erika Ugalde              |
| Visión                                    | Paul Bettany         | Víctor Iturrioz           | Milton Wolch              |
| James "Rhodey" Rhodes / Máquina de Guerra | Don Cheadle          | Rafael Calvo              | Oscar Flores              |
| Sam Wilson / Falcon                       | Anthony Mackie       | José Luis Medavilla       | Eduardo Ramírez           |
| Bucky Barnes / White Wolf                 | Sebastian Stan       | David Jenner              | Irwin Dayaan              |
| Rocket                                    | Bradley Cooper       | Juan Logan Jr             | Sergio Zurita             |
| Ebony Maw                                 | Tom Vaughan-Lawlor   | Pep Papell                | Eduardo Garza             |
| Wong                                      | Benedict Wong        | Santi Lorenz              | Víctor Manuel Espinoza    |
| Nebula                                    | Karen Gillan         | Cecilia Santiago          | María Sandoval            |
| Proxima Midnight                          | Carrie Coon          | Gemma Ibañes              | Carola Vazquez            |
| Groot                                     | Vin Diesel           | Miguel Ángel Muro         | Óscar Bonfiglio           |
| Corvus Glaive                             | Michael James Shaw   | Mark Ullod                | Mauricio Bennetts         |
| Shuri                                     | Letitia Wright       | Vera Bosch                | Leyla Rangel              |
| Eitri                                     | Peter Dinklage       | Carlos del Pino           | Santos Alberto            |
| Johann Schimdt / Red Skull                | Ross Marquand        | Abel Folk                 | Humberto Solórzano        |
| M'Baku                                    | Winston Duke         | Óscar Castellanos         | Mau Pérez                 |
| Loki                                      | Tom Hiddleston       | David Brau                | Pepe Vilchis              |
| Virginia "Pepper" Potts                   | Gwyneth Paltrow      | Alicia Laorden            | Yozmit Ramírez            |
| Viernes                                   | Kerry Condon         | Danai Querol              | Cony Madera               |
| Thunderbolt "Thadddeus" Ross              | William Hurt         | Salvador Vidal            | Óscar Gómez               |
| Ned Leeds                                 | Jacob Batalon        | Sergio Olmo               | Ricardo Bautista          |
| Nick Fury                                 | Samuel L. Jackson    | Miguel Ángel Jenner       | Blas García               |
| Maria Hill                                | Cobie Smulders       | Cristina Mauri            | Marisol Romero            |
| Taneleer Tivan / El Coleccionista         | Benicio del Toro     | Pablo Adán                | Jaime Lopez               |
| Heimdall                                  | Idris Elba           | Juan Carlos Gustems       | Mario Arvizu              |
| Conductor de bus                          | Stan Lee             | Salvador Moreno           | Jesse Conde               |

## Producción
En octubre de 2014, Marvel anunció una secuela de dos partes para Avengers: Age of Ultron, titulada Avengers: Infinity War. Esta película se programó para estrenarse el 27 de abril de 2018 y su secuela un año después, el 3 de mayo de 2019. En abril de 2015, Marvel informó que los hermanos Anthony y Joe Russo dirigían ambas películas. En mayo de 2015, Christopher Markus y Stephen McFeely firmaron para escribir los guiones para ambas películas. Un año más tarde, los Russo revelaron que estarían retitulando las dos películas, para eliminar aún más la idea errónea de que las cintas eran una gran película dividida en dos, con Joe diciendo: "Nuestra intención es simplemente cambiar [los títulos]". En julio de 2016, Marvel reveló que el título de la película sería acortado simplemente a Avengers: Infinity War. En octubre de 2016, Feige señaló que la filmación comenzaría en enero de 2017 y duraría hasta octubre/noviembre.
Los hermanos Russo afirmaron en una entrevista que tanto Infinity War como su secuela, Avengers: Endgame,fueron filmadas con cámaras IMAX en su totalidad.

### Rodaje
La fotografía principal de la cinta comenzó el 23 de enero de 2017, bajo el título de trabajo Mary Lou, en los Pinewood Atlanta Studios, ubicados en el condado de Fayette, Georgia, con Trent Opaloch como el director de fotografía. La filmación se llevó a cabo además en Edimburgo, Glasgow y las Tierras Altas de Escocia a partir de febrero de 2018. El rodaje finalizó el 15 de julio de 2017, cuando los directores Joe y Anthony Russo lo anunciaron a través de su cuenta de Instagram.

## Música
En junio de 2016 se reveló que Alan Silvestri, quien compuso la banda sonora para The Avengers, regresaría para realizar la música de Avengers: Infinity War y su secuela.

## Estreno
Avengers: Infinity War tuvo su estreno mundial el 23 de abril de 2018 en Los Ángeles, California, contando con todo el elenco. En el resto de los Estados Unidos, se estrenó el 27 de abril de 2018. Previamente, estaba programada para estrenarse el 4 de mayo de 2018.

### Mercadotecnia
El 29 de noviembre de 2017, en el programa televisivo Good Morning America, se estrenó el primer tráiler oficial. Con más de 230 millones de reproducciones se convirtió en el tráiler más visto en sus primeras 24 horas, superando a It. El 4 de febrero del 2018 en el medio tiempo del Super Bowl LII se estrenó un spot de 30 segundos de duración. El 16 de marzo de 2018 se estrenó el segundo y último tráiler oficial de la película, que contó con aproximadamente 179 millones de visualizaciones en sus primeras 24 horas.

### Formato casero
Avengers: Infinity War fue lanzada en la mayoría de países en formato digital el 31 de julio de 2018 y en formato físico el 14 de agosto de 2018. En España salió a la venta el 17 de agosto en formato digital y el 29 en formato físico.

## Recepción

### Taquilla
En diciembre del 2017, la compañía de venta de entradas Fandango indicó que Avengers: Infinity War era la película más esperada del 2018. En marzo de 2018, las proyecciones iniciales de taquilla apuntaron a que la película recaudaría entre $200 a 235 millones de dólares en su fin de semana de apertura en los Estados Unidos y Canadá y entre $490 y 590 millones para el total bruto nacional. Fandango informó que Infinity War logró la preventa más grande en 24 horas para una película de superhéroes en solo seis horas, superando el récord de Black Panther. Atom Tickets también informó que Infinity War vendió más boletos en su primer día de preventa que Black Panther vendió en su primer mes. En 72 horas, la película se convirtió en la mayor cantidad de preventas para cualquier película de superhéroes en los Teatros AMC. AMC señaló que las ventas avanzadas de boletos de Infinity War eran un 257.6% superiores a las de Black Panther, un 751.5% por encima de Capitán América: Civil War y un 1106.5% por delante de Avengers: Age of Ultron durante el mismo período de tiempo.
Avengers: Infinity War se convirtió en el mejor estreno de la historia al superar a Star Wars: The Force Awakens en taquilla.
También obtuvo el récord de la película en llegar antes a los mil millones de dólares, alcanzando esta cifra en 11 días.

### Crítica
Avengers: Infinity War ha recibido reseñas sumamente positivas de parte de la crítica, así como de la audiencia y los fanes. En el sitio web especializado Rotten Tomatoes, la película posee una aprobación de 85%, basada en 489 reseñas, con una calificación de 7.6/10, y con un consenso que dice "Avengers: Infinity War hace malabares con una vertiginosa variedad de héroes del UCM en la lucha contra su amenaza más grave, y el resultado es una superproducción apasionante y emocionante que (en su mayoría) se da cuenta de sus gigantescas ambiciones". De parte de la audiencia tiene una aprobación de 87%, basada en 48 547 votos, con una calificación de 4.5/5.
Metacritic le dio a la película una puntuación de 68 de 100, basada en 53 reseñas, indicando "reseñas generalmente favorables". Las audiencias encuestadas por CinemaScore le otorgaron a la película una "A" en una escala de A+ a F, mientras que en el sitio IMDb los usuarios le dieron una puntuación de 8.6/10, sobre la base de 494 792 votos. En FilmAffinity tiene una calificación de 7.6/10, basada en 24 248 votos.

## Premios y nominaciones
| Año  | Premio                     | Categoría                                            | Candidato(s)                                                      | Resultado | Ref(s) |
| ---- | -------------------------- | ---------------------------------------------------- | ----------------------------------------------------------------- | --------- | ------ |
| 2018 | Golden Trailer Awards      | Mejor acción                                         | Avengers: Infinity War                                            | Nominada  | [ 73 ] |
| 2018 | Golden Trailer Awards      | Mejor teaser                                         | Avengers: Infinity War                                            | Nominada  | [ 73 ] |
| 2018 | Golden Trailer Awards      | Mejor banda sonora                                   | Avengers: Infinity War                                            | Nominada  | [ 73 ] |
| 2018 | MTV Movie & TV Awards      | Mejor película                                       | Avengers: Infinity War                                            | Nominada  | [ 74 ] |
| 2018 | MTV Movie & TV Awards      | Mejor villano                                        | Josh Brolin                                                       | Nominado  | [ 74 ] |
| 2018 | MTV Movie & TV Awards      | Mejor pelea                                          | Scarlett Johansson, Danai Gurira, Elizabeth Olsen vs. Carrie Coon | Nominadas | [ 74 ] |
| 2018 | Teen Choice Awards         | Mejor película de acción                             | Avengers: Infinity War                                            | Ganadora  | [ 75 ] |
| 2018 | Teen Choice Awards         | Mejor actor de acción                                | Chris Evans                                                       | Nominado  | [ 75 ] |
| 2018 | Teen Choice Awards         | Mejor actor de acción                                | Robert Downey Jr.                                                 | Ganador   | [ 75 ] |
| 2018 | Teen Choice Awards         | Mejor actor de acción                                | Tom Holland                                                       | Nominado  | [ 75 ] |
| 2018 | Teen Choice Awards         | Mejor actriz de acción                               | Elizabeth Olsen                                                   | Nominada  | [ 75 ] |
| 2018 | Teen Choice Awards         | Mejor actriz de acción                               | Scarlett Johansson                                                | Ganadora  | [ 75 ] |
| 2018 | Teen Choice Awards         | Mejor actriz de acción                               | Zoe Saldaña                                                       | Nominada  | [ 75 ] |
| 2018 | Teen Choice Awards         | Mejor villano                                        | Josh Brolin                                                       | Nominado  | [ 75 ] |
| 2018 | Teen Choice Awards         | Mejor beso                                           | Chris Pratt y Zoe Saldaña                                         | Nominados | [ 75 ] |
| 2018 | Teen Choice Awards         | Mejor berrinche                                      | Mark Ruffalo                                                      | Nominado  | [ 75 ] |
| 2018 | Premios BAFTA              | Mejores efectos especiales visuales                  | Avengers: Infinity War                                            | Nominada  |        |
| 2018 | Critics Choice Awards      | Mejor film de acción                                 | Avengers: Infinity War                                            | Nominada  |        |
| 2018 | Critics Choice Awards      | Mejors efectos visuales                              | Avengers: Infinity War                                            | Nominada  |        |
| 2018 | Premios Annie              | Mejor animación de personajes en película no animada | Avengers: Infinity War                                            | Nominada  |        |
| 2018 | Satellite Awards           | Mejores efectos visuales                             | Avengers: Infinity War                                            | Nominada  |        |
| 2018 | Sindicato de Actores (SAG) | Mejores especialistas de acción                      | Avengers: Infinity War                                            | Nominada  |        |
| 2018 | People's Choice Awards     | La película del 2018                                 | Avengers: Infinity War                                            | Ganadora  |        |
| 2018 | People's Choice Awards     | La película de acción de 2018                        | Avengers: Infinity War                                            | Ganadora  |        |
| 2018 | People's Choice Awards     | La estrella de cine masculina de 2018                | Robert Downey Jr.                                                 | Nominado  |        |
| 2018 | People's Choice Awards     | La estrella de cine masculina de 2018                | Chris Hemsworth                                                   | Nominado  |        |
| 2018 | People's Choice Awards     | La estrella de cine femenina de 2018                 | Scarlett Johansson                                                | Ganadora  |        |
| 2018 | People's Choice Awards     | La estrella de cine de acción de 2018                | Chris Hemsworth                                                   | Nominado  |        |
| 2019 | Premios Óscar              | Mejores Efectos Especiales                           | Avengers: Infinity War                                            | Nominada  |        |

## Secuela
Una secuela, titulada Avengers: Endgame, se estrenó el 26 de abril de 2019, en esta cinta nos encontramos con varios personajes que no aparecieron en Avengers: Infinity War como Hawkeye (Jeremy Renner) o Ant-Man (Paul Rudd). Los hermanos Russo fueron los directores, mientras Markus y McFeely estuvieron, una vez más, encargados del guion.